# Earthbound (album)
Earthbound – pierwszy koncertowy album grupy King Crimson, nagrany w lutym i marcu 1972, i wydany w tym samym roku.

## Historia i charakter albumu
Pierwszy oficjalny album koncertowy King Crimson. Album został nagrany podczas tournée zespołu po USA. Ponieważ skład, który odbył tę koncertową turę rozwiązał się tuż po jej zakończeniu, prawdopodobnie to stało się przyczyną wydania albumu Earthbound jako dokumentu z działalności tego kwartetu. Z braku innych nagrań sięgnięto po kasetę nagraną przez dźwiękowca grupy Huntera MacDonalda.
Niska jakość dźwięku spowodowana źródłem, z którego pochodziły nagrania, jest jedynym minusem albumu. To stało się także przyczyną, iż płyta została wydana w taniej serii firmy Island. Wydanie i zremasterowanie albumu tylko w bardzo niewielkim stopniu poprawiło jakość nagrania.

## Muzycy
- Robert Fripp – gitara
- Mel Collins – saksofon altowy, saksofon tenorowy i saksofon barytonowy, melotron
- Boz Burrell – gitara basowa, wokal
- Ian Wallace – perkusja

## Spis utworów
| 1. | 21st Century Schizoid Man (Fripp/Lake/MacDonald/Giles/Sinfield) | 11:39 |
|    |                                                                 |       |
| 2. | Peoria (Fripp/Collins/Burrell/Wallace)                          | 7:22  |
|    |                                                                 |       |
| 3. | The Sailors Tale (Fripp)                                        | 4:49  |
|    |                                                                 |       |
| 4. | Earthbound (Fripp/Collins/Burrell/Wallace)                      | 6:14  |
|    |                                                                 |       |
| 5. | Groon (Fripp)                                                   | 15:32 |
|    |                                                                 |       |
|    |                                                                 | 45:36 |
|    |                                                                 |       |

## Opis płyty
- Producent – Robert Fripp
- Inżynier dźwięku – Hunter MacDonald, John Robson
- Miejsce nagrania – 1, 5; Wilmington, Delaware; 2 Peoria, Illinois; 3 Jacksonville, Floryda; 4 Orlando Floryda
- Data nagrania – 1, 5 – 11 lutego 1972; 2 – 10 marca 1972; 3 – 26 lutego 1972; 4 – 27 lutego 1972
- Miksowanie – Hunter MacDonald, John Robson
- Opracowanie wkładki – Hugh O’Donnell
- Fotografie – Robert Ellis
- 24-bitowy remastering – Simon Heyworth i Robert Fripp
- Studio – Sanctuary Mastering, Londyn ; 26 i 27 marca 2002
- Długość – 45:38
- Firma nagraniowa – Atlantic
- Numer katalogowy –
- Wydanie z okazji 30-lecia Eartbound – 2002
- Firma nagraniowa – E.G. Records (filia Virgin)
- Producent – Robert Fripp
- Numer katalogowy – CDVKCX11 (7243 8 12178 2 5)